# Kočerin (Široki Brijeg, BiH)
Kočerin je naseljeno mjesto u gradu Širokom Brijegu, Federacija Bosne i Hercegovine, BiH. Nalazi se na magistralnoj cesti koja spaja Posušje i Široki Brijeg. Od Širokog Brijega udaljen je 9 km.

## Stanovništvo

### Popisi 1971. – 1991.
| Kočerin            |                |                |                |
| godina popisa      | 1991.          | 1981.          | 1971.          |
| Hrvati             | 1.129 (98,77%) | 2.312 (99,48%) | 2.511 (99,01%) |
| Srbi               | 1 (0,08%)      | 0              | 14 (0,55%)     |
| Muslimani          | 0              | 0              | 5 (0,19%)      |
| Jugoslaveni        | 0              | 8 (0,34%)      | 0              |
| ostali i nepoznato | 13 (1,13%)     | 4 (0,17%)      | 6 (0,23%)      |
| ukupno             | 1.143          | 2.324          | 2.536          |

### Popis 2013.
| Kočerin            |                |
| godina popisa      | 2013.          |
| Hrvati             | 1.191 (99,67%) |
| Srbi               | 0              |
| Bošnjaci           | 0              |
| ostali i nepoznato | 4 (0,33%)      |
| ukupno             | 1.195          |

## Župa Kočerin
Zaštitnici župe Kočerin su sveti Petar i Pavao. Župa Kočerin se izdvojila iz župe Široki Brijeg 1872. godine, a obuhvaća sljedeća sela: Kočerin, Ljubotiće, Crne Lokve, Rujan, Privalj, Gornje Mamiće. Godine 1873. dovršena je župna kuća: sagrađena je na imanju koje je biskupu Kraljeviću darovao Memišaga Ćiber. Prvu crkvu od kamenih blokova ove župe sagradio je 1892. godine fra Ilija Leko. Dugogodišnji kočerinski župnik fra Ivo Slišković (1919. – 1942.) porušio je tu trošnu kuću te 1927. sagradio novu. Proširena je poprečnom lađom 1964. Ipak je i takva bila premalena za naglo rastući broj župljana. Tako je ta crkvica porušena, a na njezinu je mjestu niknula nova prekrasna crkva. Gradnju je vodio župnik fra Petar Krasić 1976. – 1985., a nastavio s uređivanjem župnik fra Mićo Pinjuh. Na pročelju crkve nalazi se najviši mozaik sv. Franje na svijetu. Za novu crkvu nabavljeno je zvono teško 2100 kg. Filijalne crkve u Ljubotićima i Rujnu sagrađene su 1971. godine. Broj župljana u posljednja dva-tri desetljeća opada zbog iseljavanja. Tako je u župi 1975. bilo 5.200 žitelja, 1991. 3.517, 2002. 3.470, a 2007. godine 3350 župljana. Godine 2005. tadašnji župnik fra Miro Šego je renovirao i preuredio župnu kuću.
- Spomen-ploča poginulim vojnicima
- Otkrivanje spomen-ploče

## Šport
- HNK Kočerin, nogometni klub

## Poznate osobe
- Franjo Mabić

## Vanjske poveznice
- http://www.worldplaces.net/hr/bih/01/kocerin/  Arhivirana inačica izvorne stranice od 21. veljače 2021. (Wayback Machine)
- http://www.siroki.com/kocerin/kocerin.htm  Arhivirana inačica izvorne stranice od 21. siječnja 2010. (Wayback Machine)